# Sebastian I al Portugaliei
Sebastian I (portugheză Sebastião I), (n. 20 ianuarie 1554, Lisabona, Districtul Lisabona, Portugalia – d. 4 august 1578, Ksar-el-Kebir, Tangier-Tetouan-Al Hoceima⁠(d), Maroc) a fost al 16-lea rege al Portugaliei. A fost fiul Prințului João Manuel al Portugaliei și al soției lui, Ioana a Spaniei. Bunicii paterni au fost regele Ioan al III-lea al Portugaliei și regina Ecaterina de Habsburg; bunicii materni au fost Carol al V-lea, Împărat Roman și Isabela a Portugaliei.

## Ascensiunea la tron

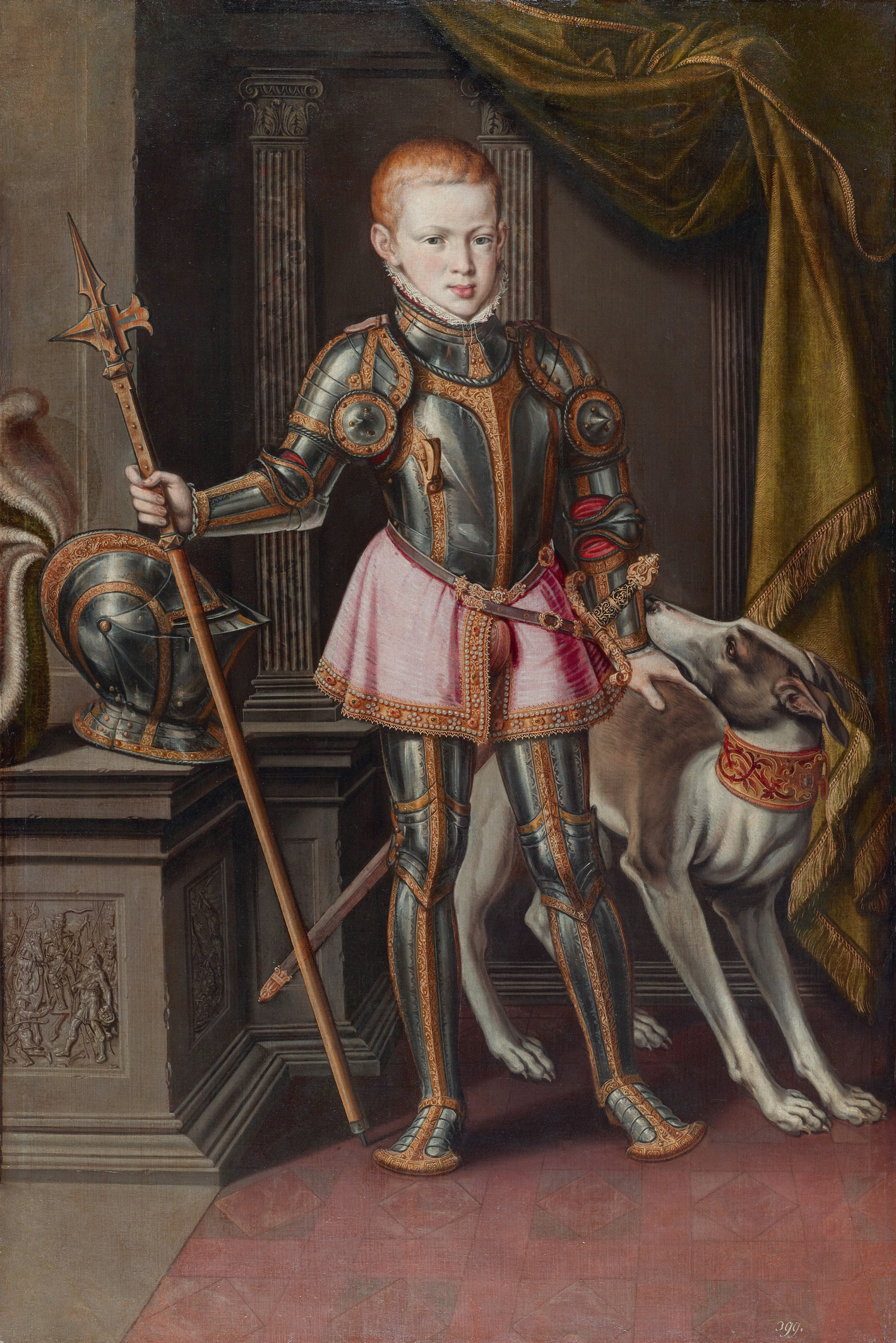
Sebastian la vârsta de 8 ani, 1562.

Sebastian s-a născut la două săptămâni după decesul tatălui său în ziua de 20 ianuarie 1554 (Ziua Sfântului Sebastian). La vârsta de trei ani i-a succedat bunicului său patern, Ioan al III-lea al Portugaliei.
Curând după nașterea sa, mama sa Ioana a Spaniei și-a părăsit copilul pentru a servi ca regent al Castiliei pentru tatăl ei, împăratul Carol Quintul și în 1556 pentru fratele ei, Filip al II-lea al Spaniei. A rămas în Spania până la moartea ei în 1573 fără să-și mai vadă fiul vreodată.
În Portugalia, regența a fost acordată inițial bunicii paterne, Ecaterina de Habsburg, apoi unchiului său, Henric de Évora.